# Глен-Ферріс (Західна Вірджинія)
Глен-Ферріс (англ. Glen Ferris) — переписна місцевість (CDP) в США, в окрузі Фаєтт штату Західна Вірджинія. Населення — 174 особи (2020).

## Географія
Глен-Ферріс розташований за координатами 38°9′18″ пн. ш. 81°13′16″ зх. д. / 38.15500° пн. ш. 81.22111° зх. д. (38.155129, -81.221003).  За даними Бюро перепису населення США в 2010 році переписна місцевість мала площу 4,21 км², з яких 3,56 км² — суходіл та 0,65 км² — водойми.

## Демографія
Згідно з переписом 2010 року, у переписній місцевості мешкали 203 особи в 87 домогосподарствах у складі 57 родин. Густота населення становила 48 осіб/км².  Було 104 помешкання (25/км²).
Расовий склад населення:
| - 95,1 % — білих - 1,5 % — азіатів - 0,5 % — корінних американців |

До двох чи більше рас належало 3,0 %. Частка іспаномовних становила 2,0 % від усіх жителів.
За віковим діапазоном населення розподілялося таким чином: 22,7 % — особи молодші 18 років, 55,1 % — особи у віці 18—64 років, 22,2 % — особи у віці 65 років та старші. Медіана віку мешканця становила 45,9 року. На 100 осіб жіночої статі у переписній місцевості припадало 99,0 чоловіків;  на 100 жінок у віці від 18 років та старших — 96,2 чоловіків також старших 18 років.
Цивільне працевлаштоване населення становило 61 осіб. Основні галузі зайнятості: роздрібна торгівля — 37,7 %, сільське господарство, лісництво, риболовля — 31,1 %, науковці, спеціалісти, менеджери — 18,0 %, освіта, охорона здоров'я та соціальна допомога — 13,1 %.